# Rákóczi tér (métro de Budapest)
Rákóczi tér est une station du métro de Budapest. Elle est sur la  .

## Lieu remarquable à proximité
- Rákóczi tér